# Guido Drexlin
Guido Drexlin (* 1958 in Karlsruhe) ist ein deutscher Physiker und einer der Gründer und bis 2022 Projektleiter und Sprecher des Karlsruhe Tritium Neutrino Experiments (KATRIN). Er beschäftigt sich mit der Messung der Masse des Elektron-Antineutrinos.

## Leben
Drexlin studierte, promovierte in Physik und ist seit 2006 Professor für Astroteilchenphysik am KIT.
Anlässlich des 300. Jahrestages der Stadtgründung von Karlsruhe war Drexlin unter den 300 repräsentativ ausgewählten und befragten Bürgern der Stadt.

## Schriften (Auswahl)
- mit V. Eberhard, H. Gemmeke u. a.: The high resolution neutrino calorimeter KARMEN. In: Nuclear Instruments and Methods in Physics Research Section A: Accelerators, Spectrometers, Detectors and Associated Equipment. Band 289, Ausgabe 3, 1990, S. 490–495.
- mit V. Hannen, S. Mertens u. a.: Current Direct Neutrino Mass Experiment. In: Advances in High Energy Physics. Special Issue, 2013.
- in KATRIN Kollaboration: Improved Upper Limit on the Neutrino Mass from a Direct Kinematic Method by KATRIN. In: Physical Review Letters. Band 123, Ausgabe 22, S. 10. arxiv:1909.06048
- mit K. Valerius, C. Weinheimer: Den kosmischen Leichtgewichten auf der Spur. In: Physik in unserer Zeit. Band 51, Ausgabe 3, S. 116–130. doi:10.1002/piuz.202001576